# Fortuna (Spagna)
Fortuna è un comune spagnolo di 9 583 abitanti situato nella comunità autonoma di Murcia.